# Pseudotyphistes
Pseudotyphistes es un género de arañas araneomorfas de la familia Linyphiidae. Se encuentra en el África subsahariana y sudeste de Asia.

## Lista de especies
Según The World Spider Catalog 12.0:
- Pseudotyphistes biriva Rodrigues & Ott, 2007
- Pseudotyphistes cambara (Ott & Lise, 1997)
- Pseudotyphistes cristatus (Ott & Lise, 1997)
- Pseudotyphistes ludibundus (Keyserling, 1886)
- Pseudotyphistes pallidus (Millidge, 1991)
- Pseudotyphistes pennatus Brignoli, 1972
- Pseudotyphistes vulpiscaudatus (Ott & Lise, 1997)